# История почты и почтовых марок Арубы
История почты и почтовых марок Арубы охватывает развитие почтовой связи на Арубе, самоуправляемом государственном образовании, расположенном на юге Карибского моря вблизи берегов Венесуэлы, со столицей в Ораньестаде. Собственные почтовые марки эмитируются здесь с 1986 года. Находясь в составе Королевства Нидерландов, Аруба участвует во Всемирном почтовом союзе (ВПС; с 1875). За почтовое обслуживание в стране отвечает компания Post Aruba N. V.[≡]

## Развитие почты

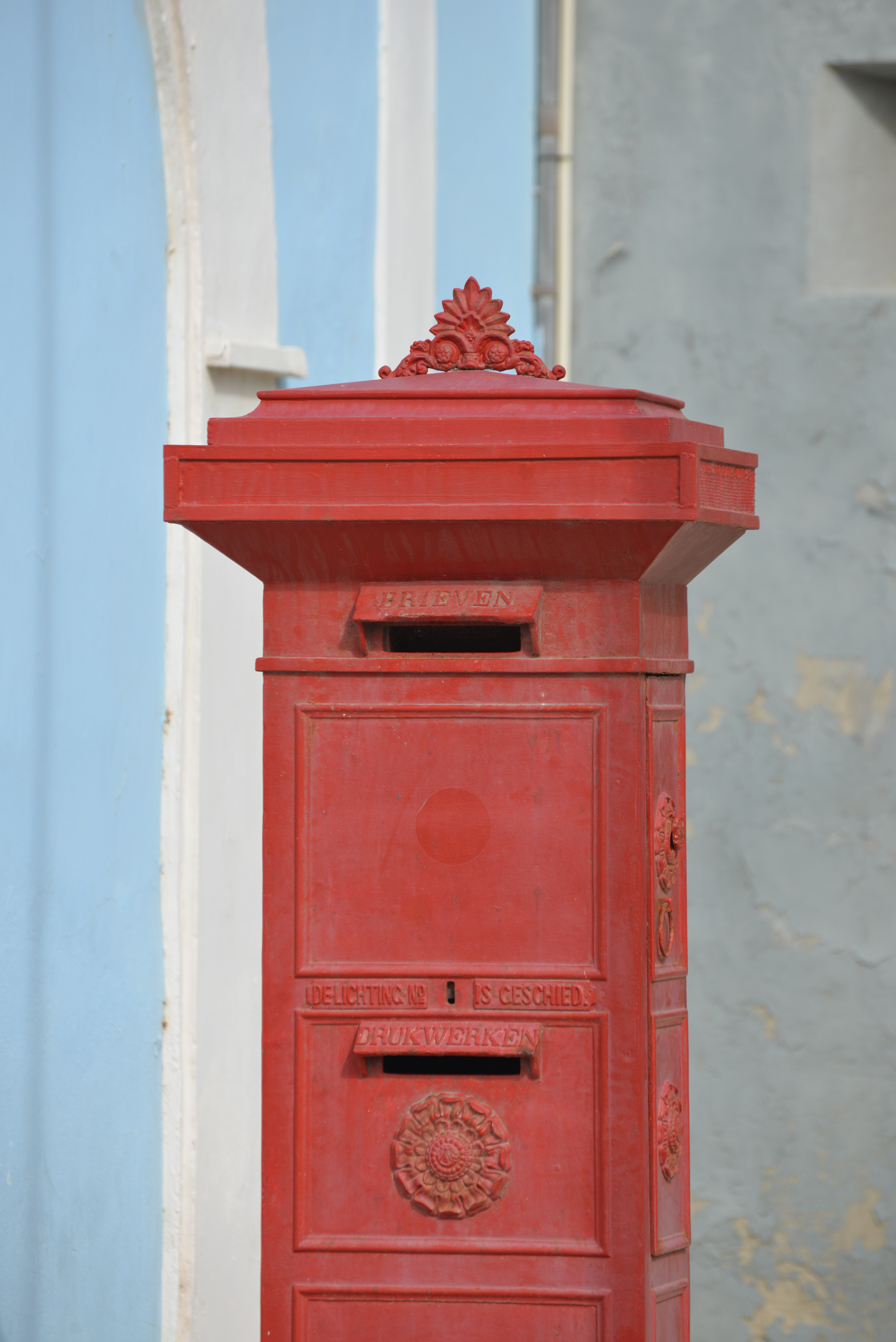
Старинный стоячий почтовый ящик в Ораньестаде

История почты на острове Аруба прослеживается со времён его колонизации голландцами. С 1848 года остров стал частью нидерландской колонии Кюрасао и зависимые территории, а с 1948 года находился в составе Нидерландских Антильских островов.
Первые почтовые отправления, адресованные на Арубу, доставлялись судами, которые приходили из Кюрасао и иногда Венесуэлы. Почта доставлялась в главный порт острова в Ораньестаде, откуда её забирали жители. Обслуживание судов, перевозивших почту, находилось в ведении Гарибальди Сефаса Хелдера (Garibaldi Cephas Helder).
1 июля 1875 года Аруба была присоединена к ВПС. Первое почтовое отделение открылось на острове в 1880-х годах. Оно было учреждено в 1888 году в Ораньестаде.
В 1892 году губернатор Арубы получил должность почт-директора и на него была возложена обязанность по доставке почты, которая заработала с 1 августа того же года. Первое официальное почтовое отделение находилось на Plaza Daniel Leo (Плаза Даниэль Лео) и после нескольких изменений своего адреса переехало в 1958 году в здание, занимаемое поныне по адресу: J. E. Irausquinplein, дом 9.

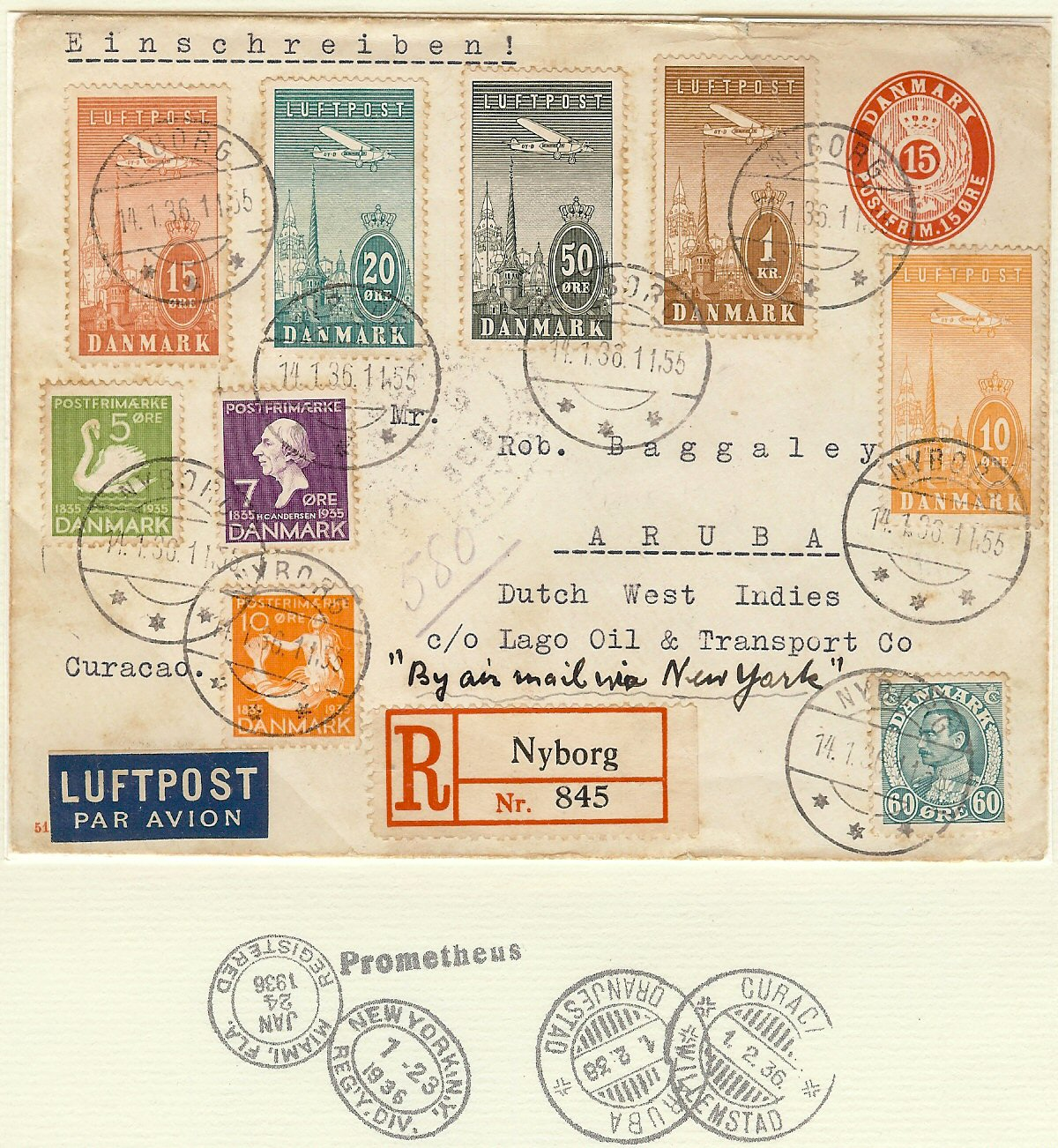
Заказное письмо, доставленное авиапочтой в 1936 году из Нюборга (Дания) на Арубу, в адрес компании Lago Oil and Transport Company. Внизу показаны оттиски календарных штемпелей промежуточных и конечного (Ораньестад) пунктов следования, сделанные на обороте конверта

На острове находились в обращении почтовые марки Кюрасао и зависимых территорий до 1948 года, когда им на смену пришли почтовые марки Нидерландских Антильских островов, в состав которых входила Аруба:

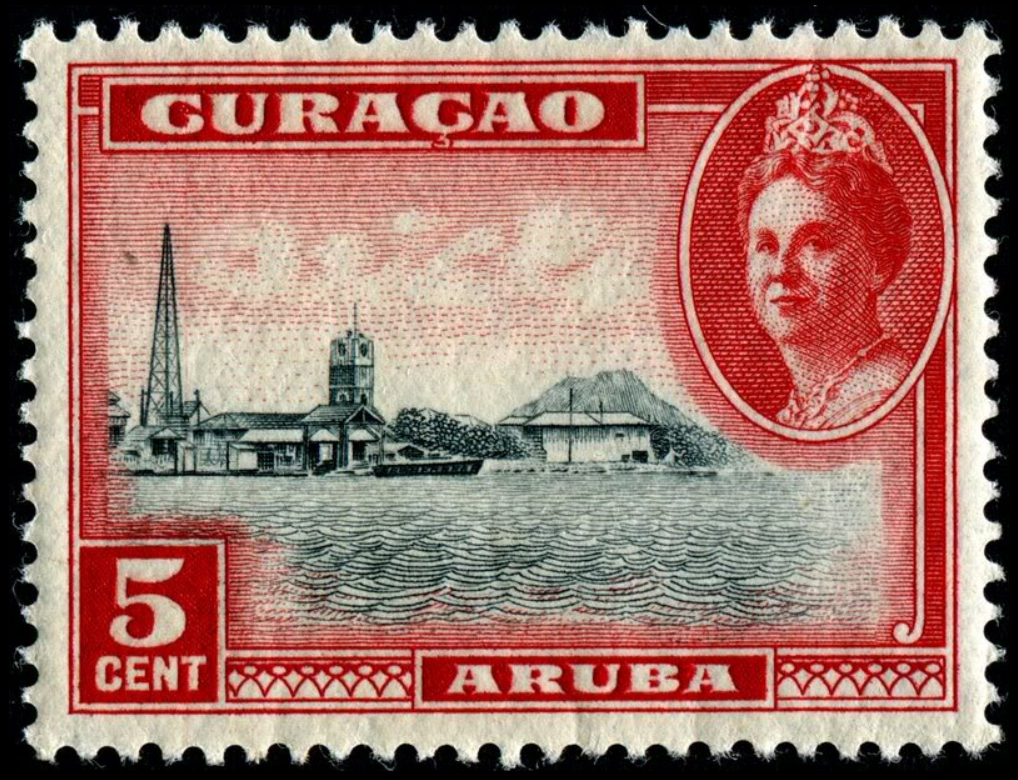
Имевшая хождение на Арубе стандартная марка Кюрасао и зависимых территорий с видом острова, 1943, 5 центов

Самостоятельная почтовая администрация Арубы возникла 1 января 1986 года, когда остров получил внутреннюю автономию в составе Королевства Нидерландов. Официальным языком является нидерландский. В 1993 году Аруба стала членом Почтового союза американских государств, Испании и Португалии (UPAEP).

Примеры франкотипов Арубы
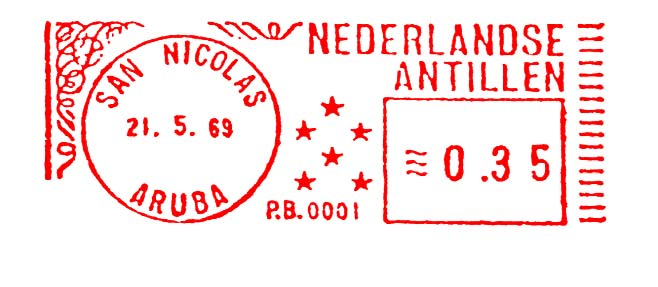
1969: в составе автономных Нидерландских Антил, объединявших шесть островов, включая Арубу (обозначены шестью звёздочками). Использовался на Арубе
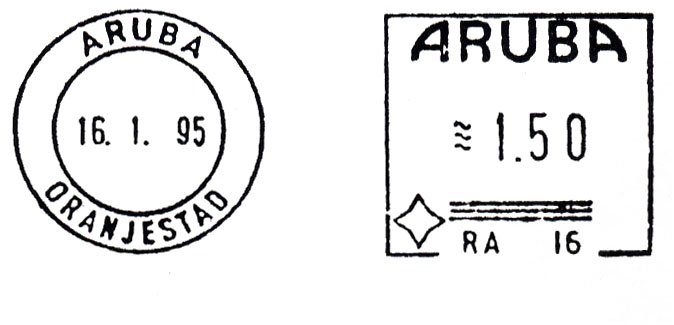
1995: в статусе отдельной автономии (после выхода Арубы из Нидерландских Антил)

Современным почтовым оператором Арубы выступает компания Post Aruba N. V. («Почта Арубы»)[≡], которая ранее называлась англ. Postal Services Aruba («Почтовые услуги Арубы»)[≡][≡]. Приватизация «Почты Арубы» состоялась 1 сентября 2005 года.

Примеры марок печатающего автомата Арубы
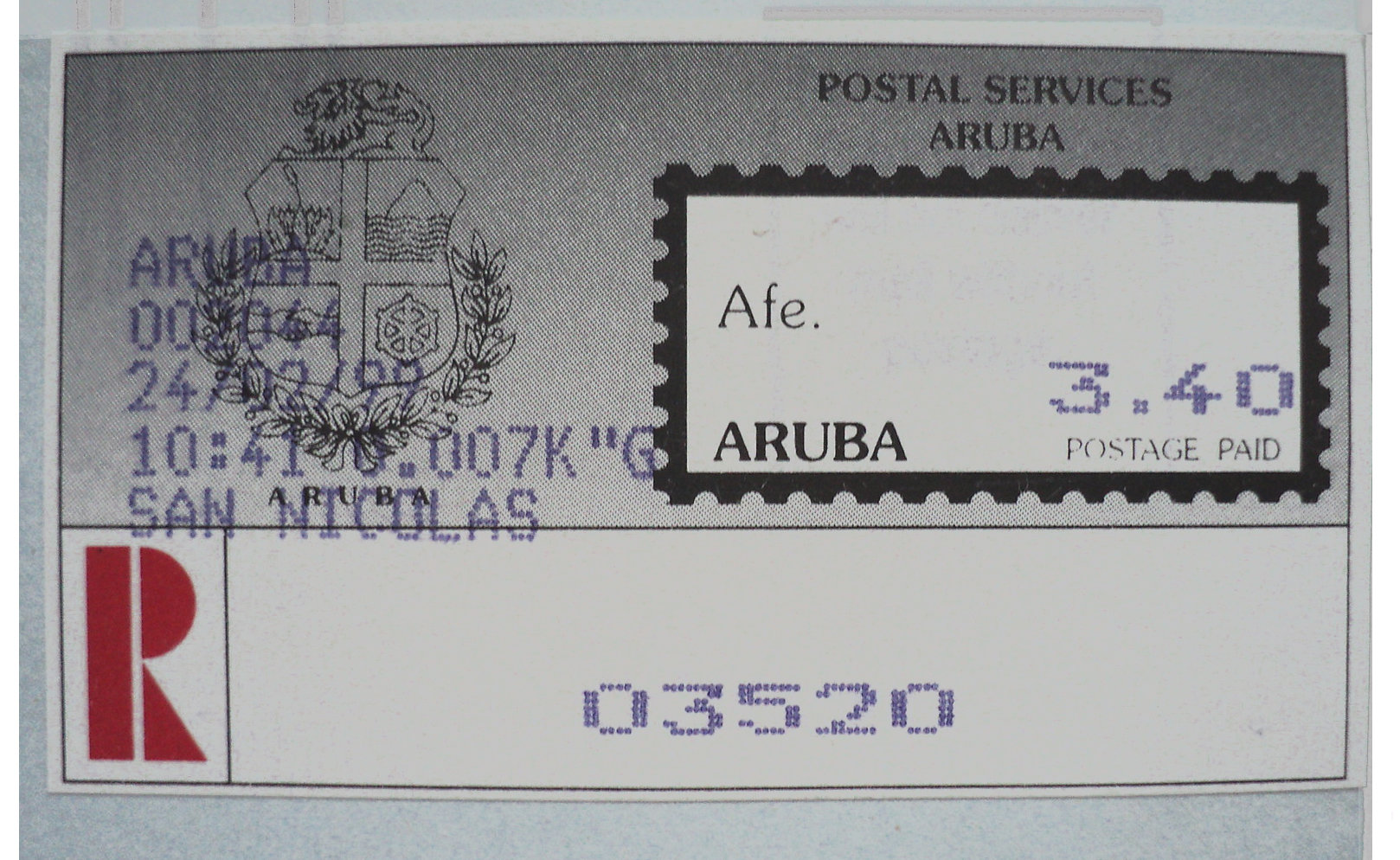
1999: для заказного отправления, компания Postal Services Aruba («Почтовые услуги Арубы»)[^]
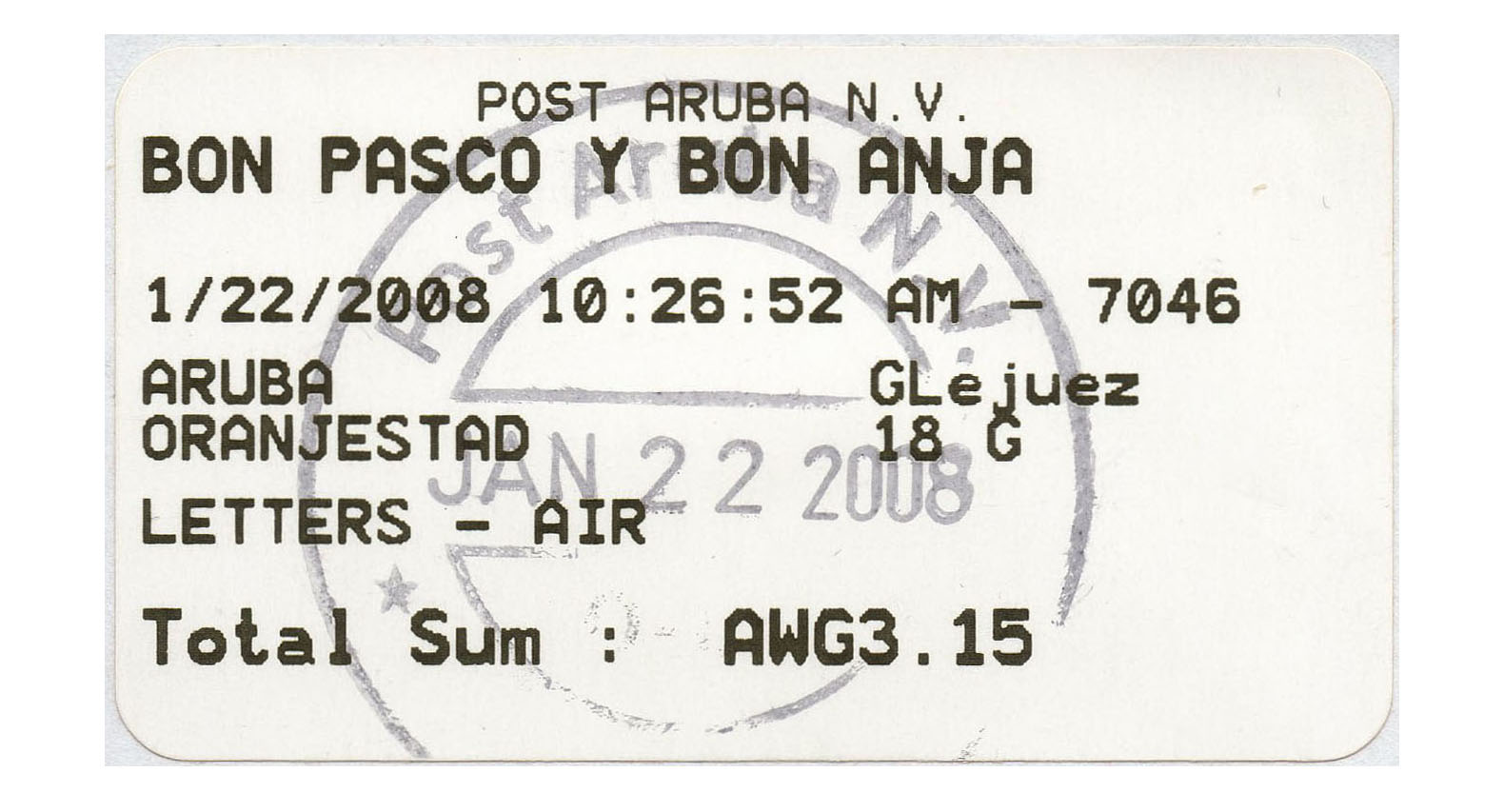
2008: для авиапочтового письма, компания Post Aruba N. V. («Почта Арубы»), поздравительный пасхальный текст на языке папьяменто[^][^]
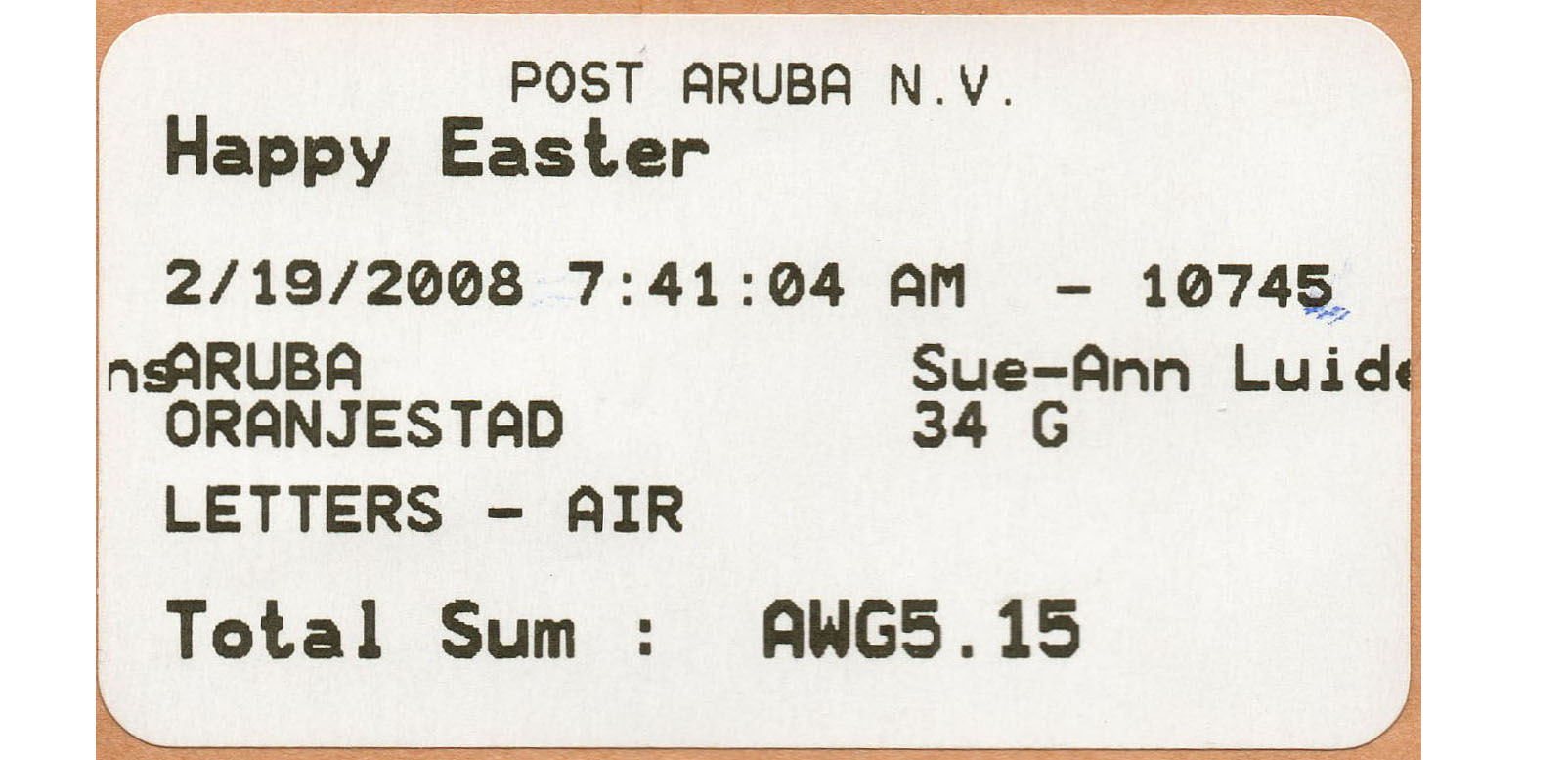
То же, поздравительный пасхальный текст на английском языке

## Выпуски почтовых марок

### Первые марки
Первый выпуск собственных почтовых марок Арубы состоялся 1 января 1986 года. В этот день были изданы четыре марки коммеморативной серии, посвящённой новой конституции и вновь обретённому статусу самоуправляемого государственного образования, которые имели номинал 25, 45, 55 и 100 центов. Почтовые миниатюры были подготовлены художником Найджелом Мэттью (англ. Nigel Matthew). На первой марке этой серии номиналом в 25 центов было показано положение Арубы на карте Карибского моря (Mi #1; Yt #1; NVPH #1). Кроме того, в этот же день свет увидели четыре марки стандартной серии номиналом в 5, 30, 60 и 150 центов, автором которых был художник Эвелино Фингал (Evelino Fingal).

### Последующие эмиссии
Почтовые марки для Арубы в основном печатает типография Joh. Enschedé в Нидерландах.
Вначале Аруба эмитировала почтовые марки преимущественно национальной тематической направленности. Однако в последние годы в тематике выпускаемых марок стали преобладать сюжеты, ориентированные на рынок филателистов-тематиков.